# Vila de São Sebastião

Território da Vila de São Sebastião (a vermelho) no contexto do concelho (a amarelo) e da ilha.

Vila de São Sebastião é uma vila portuguesa sede da Junta de Vila de São Sebastião do Município de Angra do Heroísmo, situada no sueste da ilha Terceira, Açores, Vila com 24,36 km² de área e 2048 habitantes (censo de 2021). A sua densidade populacional é 84,1 hab./km².
A povoação de São Sebastião foi elevada à categoria de vila, passando a designar-se por Vila de São Sebastião, em 1981, o que foi confirmado em 2003.
São Sebastião foi sede de concelho entre 1503 e 1870, ano em que foi incorporada no concelho (atual município) de Angra do Heroísmo, de cuja sede dista 13 km.

## Geografia
A Vila de São Sebastião localiza-se no sueste da ilha Terceira, a cerca de 13 km da cidade de Angra do Heroísmo e 8 km da cidade da Praia da Vitória, os dois principais centros populacionais e as sedes dos dois concelhos da ilha. Com uma área de 24,36 km2, o território da vila estende-se na direção sueste-noroeste, ao longo de uma faixa com 12,4 km de comprimento e cerca de 2 km de largura, desde a Ponta das Contendas, no extremo sueste da ilha, até às Fajãs, nas faldas do maciço do Pico Alto. Ocupando maioritariamente uma região aplainada na parte leste da planície dos Cinco Picos, o território eleva-se gradualmente desde o nível do mar, a sueste, até aos 375 m de altitude no extremo noroeste, pontuado por um conjunto de pequenos cones vulcânicos dispersos, mas com maior concentração no seu sueste, próximos do litoral. O ponto mais alto da freguesia localiza-se no topo de um pequeno cone vulcânico localizado na Canada do Quinhão Grande, na planície dos Cinco Picos, onde são atingidos os 394 m de altitude.
Situado ao longo do limite leste do concelho de Angra do Heroísmo, tendo a sul o mar, a vila confina a leste com os territórios das freguesias de Porto Martins, Fonte do Bastardo, Santa Cruz da Praia, Fontinhas e Agualva, todas do concelho da Praia da Vitória, a norte com a Agualva e a oeste com o território da freguesia do Porto Judeu, esta do concelho de Angra do Heroísmo.
O território da vila apresenta três zonas geomorfológicas distintas:
- A Ponta, constituída pelos terrenos litorais em torno da Ponta das Contendas, mas prolongando-se para leste até aos Salgueiros (o antigo Porto Novo), constituída por uma plataforma formada por lavas basálticas muito fluidas, dispostas em bancadas pouco espessas, inclinada para sueste, pontuada por dois cones de piroclastos basálticos que se elevam cerca de uma centena de metros acima dos terrenos circundantes: o Pico das Contendas (142 m de altitude máxima) e o Pico dos Cornos (117 m). Ambos os cones são assimétricos, constituídos por espessos depósitos de piroclastos basálticos negros de granulometria regular, bagacinas, intercalados por pequenos diques basálticos finos, o que lhes confere grande potencial para extração de inertes para construção civil. A face leste do Pico das Contendas está em exploração, sendo a principal fonte de bagacinas para utilização comercial na ilha. O Pico dos Cornos está integrado na Área Protegida da Ponta das Contendas (TER06) do Parque Natural da Terceira, por ser uma área importante para as aves (IBA) e zona de proteção especial para a avifauna marinha, sendo por isso interdita a exploração.[5]
- A plataforma da Vila, uma depressão de origem freatovulcânica, formando um maar de fundo quase plano à cota aproximada dos 150 m de altitude, anichado no bordo sueste da Caldeira dos Cinco Picos, rodeada por pequenas elevações detríticas e marcada no seu flanco sueste por um cone de piroclastos basálticos, o Pico das Cruzes, com 214 m de altitude.
- O Paúl e áreas adjacentes, uma faixa de terrenos planos, situados ao longo do flanco interno da Serra do Cume, prolongando-se desde as Faleiras, imediatamente acima da Vila, até às Fajãs, já na base do maciço do Pico Alto. Trata-se de uma zona plana, atualmente ocupada por pastagens, com solos ricos embora em parte mal drenados.

## História
Esta vila, denominada primitivamente de Lugar da Ribeira de Frei João, foi elevada a vila, por alvará de D. Manuel I de 6 de Março de 1503, com a denominação de Vila de São Sebastião. Esta categoria foi-lhe retirada pela reforma da divisão territorial operada pelo Decreto de 24 de Outubro de 1855, executada por portaria de 12 de fevereiro de 1870 com efeitos a 1 de abril daquele ano. O seu território, que compreendia a atual Vila de São Sebastião e as freguesias do Porto Judeu (na costa sul), do Raminho e Altares (na costa norte), foi incorporado no concelho de Angra do Heroísmo, com exceção de parte da antiga freguesia dos Altares (os lugares de Arrochela e de Ponta Negra) que hoje são parte da freguesia dos Biscoitos, concelho da Praia da Vitória. Tinha, em 1849, 2 568 habitantes.
Poucos anos depois de ser elevada a vila, em 20 de Dezembro de 1516, foi fundada a Misericórdia local, com sua capela, inaugurada em 1 de Junho de 1571.A ata da Fundação da Casa da misericórdia da Vila de S. Sebastião vem transcrita como Doc. O* no vol. III da 2.ª edição dos Anais da Ilha Terceira, de F. Drummond,  Angra 2016, em que se relata que no dia 1 de junho de 1571 na casa da Câmara dela, estando aí o doutor Fernando de Pina Marecos e o doutor Gaspar Pereira de Lagos, desembargadores; e os juízes e vereadores e pessoas da governança da terra e outras do povo, pelos desembargadores foi dito que sendo esta vila antiga e de muitos vizinhos e moradores e concorrendo nela muitas pessoas enfermas e pobres... e até ora não havia casa de Santa Misericórdia...pelos ditos desembargadores quão importante haver a dita casa juntamente com hospital... E por todos sem um ser diferente nem discrepar...e em se fazer a dita casa... e prometeram o seguinte: segue-se o mapa de 30 pessoas que prometeram dar a quantia de 41$500 inclusive os mesmos desembargadores... Assentaram que se tirasse pelos mais moradores que faltam domingo da Trindade. 
Na sua resistência aos castelhanos, aquando da crise de 1580, o governador Ciprião de Figueiredo fez construir nesta vila os fortes das Cavalas, das Caninas, da Greta, de Santa Catarina das Mós, do Bom Jesus, do Pesqueiro dos Meninos, de São Francisco e de São Bernardo.
Neste lugar, que se tornou notável na célebre batalha da Salga, quando os castelhanos tentaram a conquista da ilha em 1581, existem ainda, como relíquias, as ruínas do Forte da Salga e do Reduto, acabados de construir pelo célebre governador Ciprião de Figueiredo, defensor leal de D. António, o Prior do Crato.
A vila de São Sebastião foi severamente atingida pelo Terramoto de 1801, que destruiu grande parte do seu casario, e novamente em pelo Sismo de 1980, que tornou a demolir a sua zona oriental.
Além da igreja matriz, classificada como imóvel de interesse público e notável pelos seus portais manuelinos e frescos tardo-medievais, exemplares únicos nos Açores, que fica no centro da povoação, há nesta vila as capelas e igrejas de: Nossa Senhora da Graça, no Arrabalde, construída em 1568 por João Fernandes dos Ferrais e sua mulher; Bom Jesus do Bonfim, fundada em 1682 por Mateus de Távora, em cumprimento de um voto de um seu antepassado no combate da Salga, e de Nossa Senhora da Consolação, na Ribeira Seca, mandada construir em 1546 por Gaspar Gonçalves.
É uma das zonas mais planas, e que desempenhou outrora um papel importante na história terceirense, enquanto teve os foros de vila, e era sede de concelho, onde se reuniam os senados das Câmaras de Angra e da Praia. Segundo F. Drummond no Anais da ilha Terceira, 2ª ed. vol. II, p.32, desde este ano(de 1528) até ao de 1665 teve sucessivamente lugar a reunião das câmaras, sempre que os negócios públicos o exigiam em virtude do referido auto. Nesta mesma página narra F. Drummond que  no ano de 1528 em 15 de abril, na Igreja principal da Vila de S. Sebastião, se celebrou  o auto de amizade pelo qual as três câmaras da ilha se comprometeram a juntar-se nesta Vila para tratarem dos negócios que tocassem ao bem de todas. Veja-se o documento U, cuja leitura recomendamos pelas adequadas providências nela dadas.

Em 15 de novembro de 1983, a freguesia de então, que se designava apenas São Sebastião, passou a designar-se oficialmente Vila de São Sebastião. Pelo Decreto Legislativo Regional n.º 29/2003/A, de 24 de Junho, a Vila de São Sebastião recuperou, depois de um hiato de 133 anos e no ano em que faria quinhentos anos de elevação a concelho, a categoria de vila. Foi visitada pelo presidente da república portuguesa que participou em cerimónia pública alusiva ao evento.

## Demografia
A população registada nos censos foi:
| Distribuição da População por Grupos Etários | Distribuição da População por Grupos Etários | Distribuição da População por Grupos Etários | Distribuição da População por Grupos Etários | Distribuição da População por Grupos Etários |
| -------------------------------------------- | -------------------------------------------- | -------------------------------------------- | -------------------------------------------- | -------------------------------------------- |
| Ano                                          | 0-14 Anos                                    | 15-24 Anos                                   | 25-64 Anos                                   | > 65 Anos                                    |
| 2001                                         | 355                                          | 307                                          | 1019                                         | 303                                          |
| 2011                                         | 380                                          | 236                                          | 1162                                         | 318                                          |
| 2021                                         | 277                                          | 252                                          | 1117                                         | 402                                          |

## A paróquia de Santana de Porto Alegre

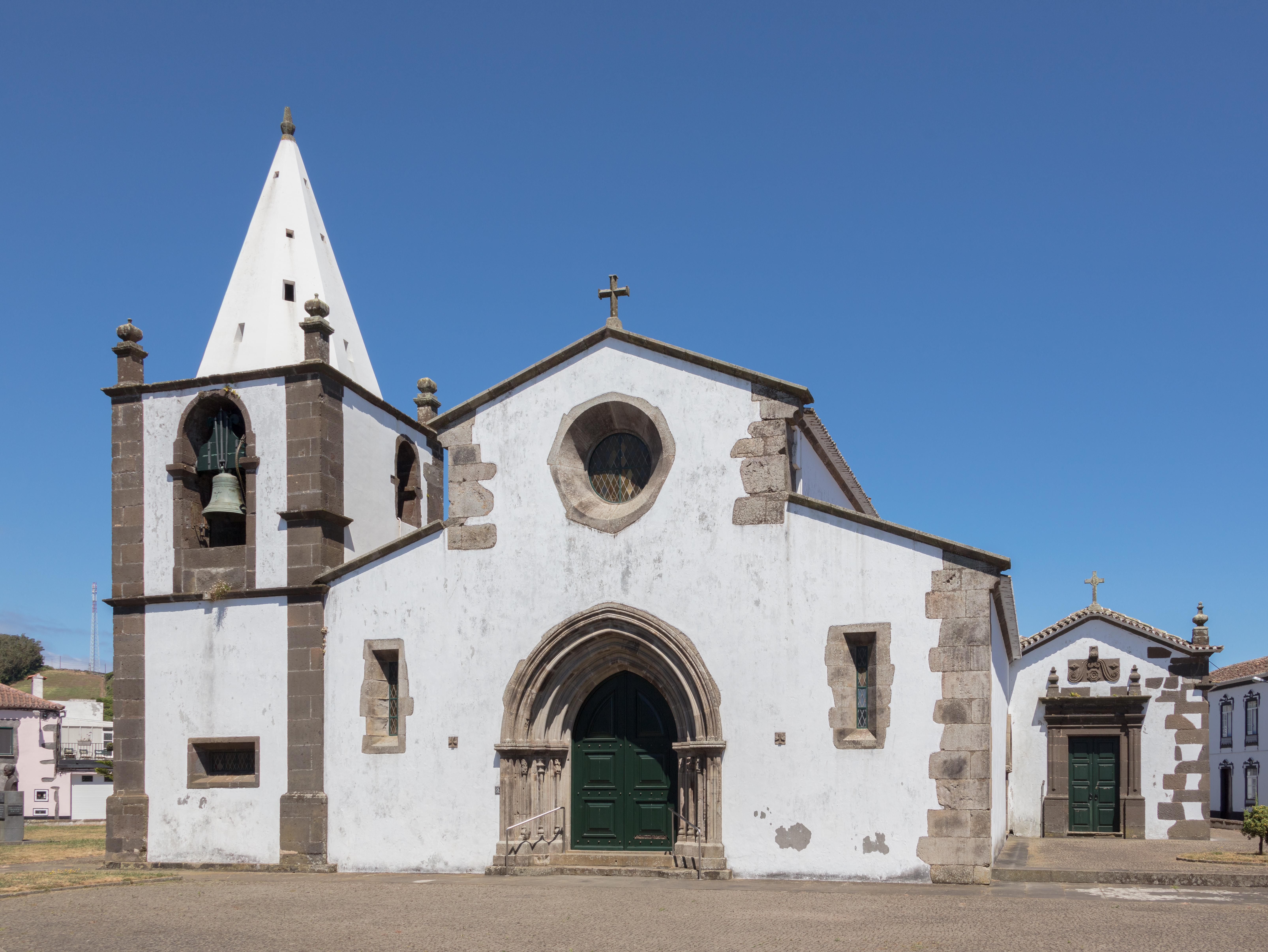
Iglesia de São Sebastião.

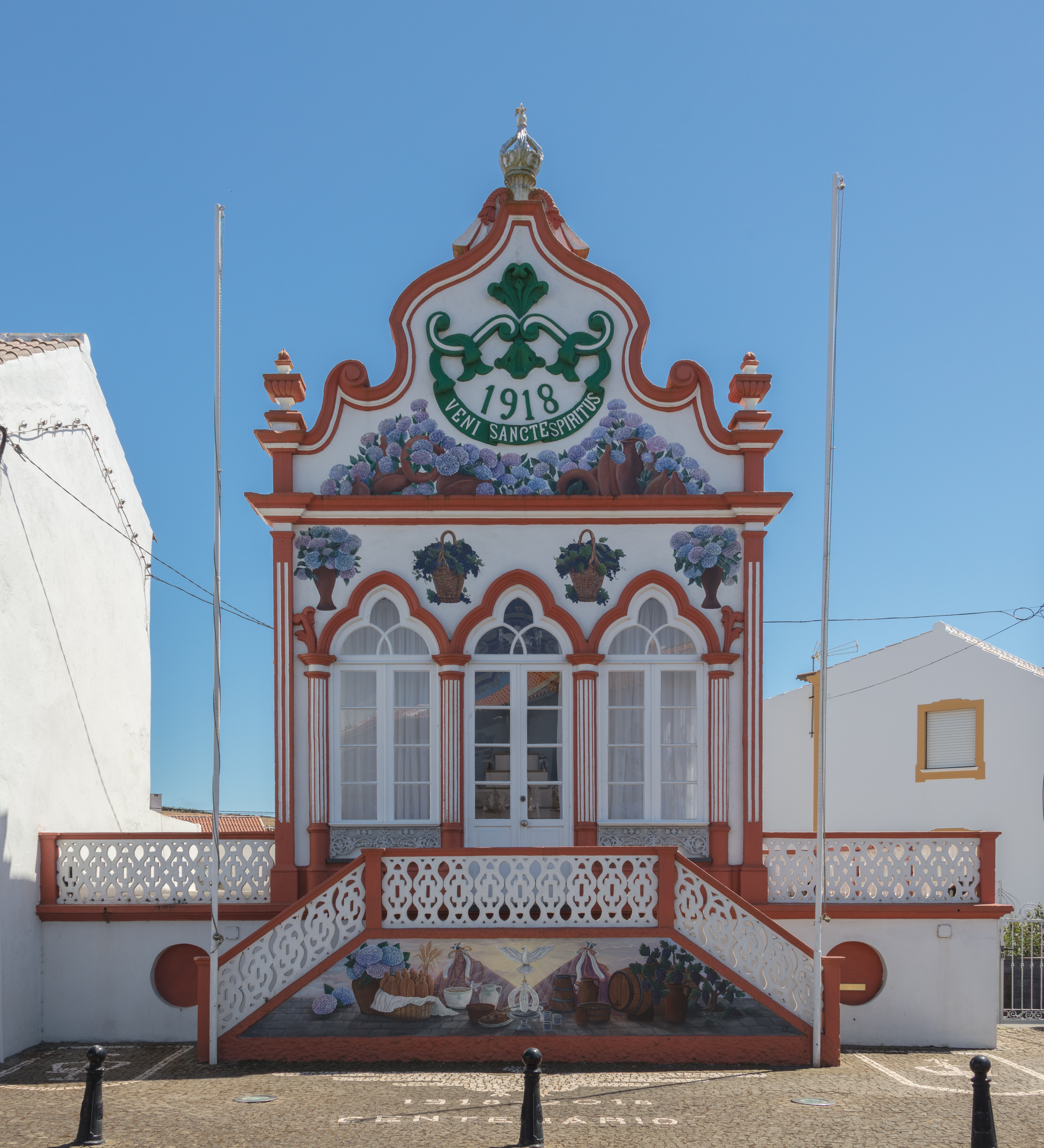
Império do Espírito Santo, São Sebastião.

A origem da vila de São Sebastião, primitivamente o lugar denominado Ribeira de Frei João, está ligada a um dos núcleos populacionais mais antigos da ilha Terceira, constituído no sueste da planície dos Cinco Picos, próximo da área presentemente conhecida por Paul, por alguns dos primeiros povoadores da ilha. O grupo, capitaneado por Jácome de Bruges, desembarcou na costa sueste da ilha, no litoral da atual freguesia do Porto Judeu, nos primeiros anos da década de 1460 (embora alguns autores apontem para a década anterior) e decidiu fixar-se num local situado cerca de uma légua para o interior da ilha.
O lugar escolhido, suficientemente afastado do mar para dificultar eventuais ataques por piratas ou corsários, era plano, húmido, de bons solos e não estava revestido de floresta tão densa que dificultasse o arroteamento. O arvoredo alto e pouco denso facilitou a instalação dos primeiros colonos e dali partiram os grupos que desflorestaram as parcelas de terra, as dadas, que os mais destacados elementos do grupo tomaram para si. Francisco Ferreira Drummond, nos seus Anais da ilha Terceira, descreve essa dinâmica e enumera as dadas em redor desse núcleo inicial de povoamento. Frei Diogo das Chagas, um dos primeiros cronistas da ilha, embora tenha escrito mais de século e meio após o povoamento, aponta outra razão para o afastamento do mar: o medo dos castelhanos, com os quais haveria então guerra, pelos que os povoadores resolveram construir as suas habitações em local onde não fossem avistadas do mar. Esta justificação não parece fundada em factos, pois o único período de guerra com Castela próximo do povoamento da Terceira aconteceu entre 1475 e 1479, a Guerra da Beltraneja, num tempo em que o lugar de Porto Alegre já tinha sido fundado há cerca de duas décadas e os povoados de Angra e Praia já dominavam o litoral da ilha.
O lugar tinha inicialmente o nome de Porto Alegre, nome que talvez estivesse ligado ao local de desembarque, mas que depois se generalizou a todo o povoado. Os dois primeiros historiadores que referem o povoado, Gaspar Frutuoso e o já citado frei Diogo das Chagas, designam o lugar de Santana por Porto Alegre, e Frutuoso especifica que assim era «por razão de haver nele muitos impérios e folgares». Pelo uso do epíteto de «Santana, a velha» percebe-se que já no tempo de frei Diogo das Chagas (1584-1661) existia a Ermida de Santana da Vila de São Sebastião, «Santana, a nova».
A partir dos escritos de Manuel Luís Maldonado (1644-1711) o nome «Porto Alegre» aparece em crónicas posteriores como Porta Alegre ou mesmo Portalegre, nome que o autor justifica com uma pretensa semelhança do lugar com as planícies alentejanas, mas não existe documentação coeva que comprove a utilização do topónimo nessas formas.
Sabe-se, contudo, que no lugar de Porto Alegre foi construída uma igreja com a invocação de Santana, a qual serviu as necessidades espirituais dos povoadores desde a fundação do lugar. Essa igreja de Santana deu lugar à primeira paróquia rural da ilha Terceira, tendo funcionado durante cerca de um século. Foi nesta igreja que se baptizou a primeira criança nascida na ilha Terceira, Gaspar Machado «Ribeira Seca», filho de Gonçalo Eanes da Fonseca e de sua mulher Mécia de Andrade Machado. A esta ermida se referem Gaspar Frutuoso no Livro VI das Saudades da Terra, Francisco Ferreira Drummond (1796-1858), e o padre Alfredo Lucas, que atesta que a sua construção remonta ao ano de 1454, reedificada posteriormente, e que embora fosse de feição modesta, salientava-se a sua vistosa fachada.
No seu auge, a paróquia de Santana, que teve como pároco Baltazar Afonso, abrangia o território que ia pelo menos desde a Ribeirinha ao Cabo da Praia. O facto de a Ribeirinha, apesar da sua proximidade e da estreita relação com Angra, ter sido capelania e curato de Santana demonstra a maior antiguidade desta última paróquia em relação a Angra. Seguramente, se a paróquia do Santíssimo Salvador de Angra já existisse, São Pedro da Ribeirinha seria sua sufragânea e nunca de Santana, situada detrás da Serra e bem mais longe.
Como o núcleo populacional inicial se foi dispersando, mormente mudando-se paulatinamente para a entretanto criada Vila de São Sebastião, a paróquia foi extinta antes de 1586, pois já não consta da listagem das paróquias elaborada naquele ano.
O fim do povoado de Santana de Porto Alegre é apontado por Jerónimo Emiliano de Andrade como tendo ocorrido em 1614, em consequência do sismo que naquele ano destruiu a Praia e abalou o nordeste da ilha. Na atualidade poucos vestígios restam do povoado para além do recinto da antiga igreja, o Rossio de Sant'Ana, e de algumas ruínas e poços dispersos pelas pastagens das imediações. A falta de águas nativas no local terá sido um elemento determinante: destruída a floresta circundante, desaparecidas as turfeiras vizinhas não restaram quaisquer fontes perenes de água na zona de Santana, ao contrário do que acontece na Vila de São Sebastião onde a presença de nascentes e de um aquífero superficial garante um abastecimento de água abundante.
Em consequência da mudança da população para São Sebastião, elevada a vila e sede de concelho em 1503, foi construída uma nova ermida da invocação de Santana, no Rochão da Fonte, integrada na malha urbana da nova vila, e as festas anuais em sua honra, que ainda durante muitas décadas se realizaram no lugar inicial, foram mudadas para o largo fronteiro, no centro da vila de São Sebastião, onde ainda se realizam anualmente no dia 26 de julho.

## A Estação Radiotelegráfica das Faleiras
Na ilha Terceira a primeira estação radiotelegráfica foi construída em 1919 no lugar das Faleiras, Vila de São Sebastião (38º 40' N; 27º 08' W). Destinada a transmitir e receber telegramas pela via radiotelegráfica, operava com o indicativo PQT (Terceira Rádio) na frequência dos 300 kHz (comprimento de onda dos 1000 m), utilizando um emissor com 5 kW de potência. Embora com uma potência irradiada menor, a estação também podia operar na faixa dos 700 m (430 kHz).
O sistema de emissão era o de faísca rotativa por conversor comandado por reóstato automático e chave magnética. Na receção utilizava um recetor do tipo 16 (Marconi’s Wireless Telegraph Co Ltd Type 16 Balanced Crystal Receiver), ao qual fora adicionado um amplificador de 7 válvulas do tipo Fleming de três elétrodos, podendo ainda utilizar um reforçador de sons. A irradiação, ao pé da antena, era de 17 amperes na banda dos 700 m e de 25-30 amperes no comprimento de onda dos 1000 m. Bem dotada de pessoal e material, funcionou até à década de 1930.
A estação, para além de suportar as telecomunicações da ilha, prestou um importante serviço à navegação na região oceânica em torno dos Açores, tendo conseguido estabelecer contacto com Durban, na África do Sul, a mais de 5000 milhas náuticas (9200 km) de distância. Era especialmente utilizada pela navegação portuguesa, com a qual registava comunicações ao longo da costa africana até dobrar o Cabo da Boa Esperança e até às costas do Brasil. Durante a famosa travessia do Atlântico Sul protagonizada em 1922 por Gago Coutinho e Sacadura Cabral, prestou serviços de comunicações a longa distância não excedidos por qualquer outra estação costeira, mantendo contactos frequentes com a ilha de Fernando de Noronha e ainda com a estação de Natal (Rio Grande do Norte), na costa norte do Brasil. O responsável máximo pela estação das Faleiras foi durante muitos anos o Eng.º Auretónio Rodrigues do Vale, inspetor dos Correios Telégrafos e Telefones em Angra do Heroísmo. O Eng.º Vale, cujo filho homónimo foi durante muitos anos diretor dos Serviços de Viação angrenses, nasceu na freguesia do Bonfim, cidade do Porto, aos 10 de Agosto de 1885 e faleceu em São Pedro, Angra do Heroísmo, aos 2 de Novembro de 1957, com 72 anos de idade.

## Centro Emissor dos Cinco Picos
Situado no noroeste da freguesia de São Sebastião e oficialmente designado Cinco Picos Transmitter Site esta estrutura foi operada durante a Guerra Fria pela Marinha dos Estados Unidos e depois pelo 1936th Airways & Air Communication Service (AACS) Squadron da Força Aérea dos Estados Unidos. Após o termo da Guerra Fria a instalação passou a funcionar como um dos 15 sítios que opera a rede High Frequency Global Communication System (HFGCS), conhecida por SCOPE Command, que apoio a nível global as transmissões de alta segurança do governo dos Estados Unidos, incluindo o apoio direto ao Presidente e outros altos dirigentes quando estes se encontrem sobre o Atlântico Norte. Foram instaladas novas antenas nas imediações da Barraca, as quais substituíram as que anteriormente se estendiam para os dois lados da antiga Reta da Achada. As novas antenas são do tipo Spira-Cone, ominidirecionais e de polarização horizontal-elíptica, o que permite emitir/receber em qualquer direção e reduzir a degradação do sinal devida ao efeito de rotação de Faraday, nomeadamente a causada pela deslocação e mudança de atitude das aeronaves e pelas variações de propagação através da ionosfera.
A estação opera com o endereço PLA em múltiplas frequências de onda curta (HF), mas tendo como frequências primárias 8992 kHz e 11175 kHz. A estação receptora funcionou na Vila Nova (Canada do Boqueirão).
A Força Aérea Portuguesa também operou um centro emissor a leste das instalações norte-americanas, atualmente desativado. Essas instalações foram durante algumas décadas partilhadas com o Rádio Clube de Angra, que ali operava um emissor de onda média a funcionar na frequência dos 909 kHz com 10 kW de potência (PEP).

## Património natural
- Baía da Salga
- Baía dos Salgueiros (Angra do Heroísmo)

## Património edificado
- Ermida de Maria Vieira
- Ermida de Sant'Ana - Erguida por iniciativa de Luís Correia Ourique e consagrada pelo vigário Frederico Almeida Mendes em 8 de Setembro de 1907. Atualmente pertence aos herdeiros de António Luís Toste Pereira.
- Farol das Contendas
- Forte da Greta
- Forte das Caninas
- Forte das Cavalas
- Forte da Salga
- Forte de Santa Catarina das Mós
- Forte de São Fernando
- Forte do Bom Jesus (Vila de São Sebastião)
- Forte do Pesqueiro dos Meninos (Vila de São Sebastião)
- Igreja Matriz de São Sebastião
- Império do Espírito Santo de São Sebastião
- Monumento a Brianda Pereira

## Figuras notáveis
Entre as figuras notáveis ligadas à Vila de São Sebastião destacam-se:
- Francisco Ferreira Drummond, notável historiador;
- Luís Ferreira Machado Drumond,investigador, etnógrafo;
- Maria Vieira da Silva ( Maria Vieira), mártir da pureza
- Manuel Coelho de Sousa, sacerdote católico e poeta;
- Dionísio Mendes de Sousa, político,professor, escritor, presidente da Assembleia Legislativa dos Açores.